# J. Defert
J. Defert foi um tenista francês.

## Olimpíadas de 1896
J. Defert representou seu país nos Jogos Olímpicos de Verão de 1896, em simples perdendo para Dionysios Kasdaglis. Em duplas não disputou.